# Gouvernement Jean Emmanuel Ouédraogo
République du Burkina Faso
Tambèla 
Le gouvernement Jean-Emmanuel Ouédraogo est le gouvernement du Burkina Faso en fonction depuis le 8 décembre 2024,.

## Historique du mandat
Dirigé par le Premier ministre Jean-Emmanuel Ouédraogo, il succède au gouvernement Tambèla.

## Composition
Les nouveaux ministres sont en gras, ceux ayant changé d'attributions sont en italique.
| Portefeuille | Titulaire | Titulaire                           | Parti |
| --- | --------- | ----------------------------------- | ----- |
| Premier ministre |           | Jean Emmanuel Ouédraogo             |       |
| Ministre d'État, ministre de la Défense et Anciens combattants                                                                                               |           | Célestin Simporé                    |       |
| Ministre d’État, ministre de l’Administration territoriale et de la Mobilité                                                                                 |           | Émile Zerbo                         |       |
| Ministre d'État, ministre de l'Agriculture, des Ressources animales et halieutiques                                                                          |           | Ismaël Sombié                       |       |
| Ministre de l'Économie et des Finances |           | Aboubacar Nacanabo                  |       |
| Ministre de la Justice et des Droits humains, chargé des Relations avec les Institutions, Garde des Sceaux                                                   |           | Edasso Rodrigue Bayala              |       |
| Ministre de la Fonction publique, du Travail et de la Protection sociale                                                                                     |           | Mathias Traoré                      |       |
| Ministre de la Sécurité |           | Mahamadou Sana                      |       |
| Ministre de l’Action humanitaire et de la Solidarité nationale                                                                                               |           | Passowendé Pélagie Kaboré Kabré     |       |
| Ministre des Infrastructures et du Désenclavement |           | Adama Luc Sorgho                    |       |
| Ministre des Affaires étrangères, de la Coopération régionale et des Burkinabè de l’extérieur                                                                |           | Karamoko Jean-Marie Traoré          |       |
| Ministre de l’Enseignement de base, de l’Alphabétisation et de la Promotion des Langues nationales                                                           |           | Jacques Sosthène Dingara            |       |
| Ministre de l’Enseignement secondaire et de la Formation professionnelle et technique                                                                        |           | Boubakar Savadogo                   |       |
| Ministre de l’Enseignement supérieur, de la Recherche et de l’Innovation                                                                                     |           | Adjima Thiombiano                   |       |
| Ministre de l’Énergie, des Mines et des Carrières |           | Yacouba Zabré Gouba                 |       |
| Ministre de la Santé |           | Robert Lucien Jean-Claude Kargougou |       |
| Ministre des Sports, de la Jeunesse et de l’Emploi |           | Anuuyir Tole Roland Somba           |       |
| Ministre de la Transition digitale, des Postes et des Communications électroniques                                                                           |           | Aminata Zerbo-Sabané                |       |
| Ministre de l’Industrie, du Commerce et de l’Artisanat |           | Serge Gnaniodem Poda                |       |
| Ministre de l’Urbanisme et de l’Habitat |           | Mikaïlou Sidibé                     |       |
| Ministre de l’Environnement, de l’Eau et de l’Assainissement                                                                                                 |           | Roger Baro                          |       |
| Ministre de la Communication, de la Culture, des Arts et du Tourisme Porte-Parole du gouvernement                                                            |           | Pingdwendé Gilbert Ouedraogo        |       |
| Ministre délégué auprès du Ministre d’État, Ministre de l’Agriculture, des Ressources animales et halieutiques, chargé des Ressources animales               |           | Amadou Dicko                        |       |
| Ministre délégué auprès du Ministre de l’Économie et des Finances, chargé du Budget                                                                          |           | Fatoumata Bako Traoré               |       |
| Ministre délégué auprès du Ministre des Affaires étrangères, de la Coopération régionale et des Burkinabè de l’extérieur, chargé de la Coopération régionale |           | Bebgnasgnan Stella Eldine           |       |